# الدورة 16 للجنة التراث العالمي
الدورة السادسة عشرة للجنة التراث العالمي انعقدت في الفترة ما بين 7 ديسمبر وحتى 14 ديسمبر من العام 1992، وذلك في مدينة سانتا فيه بالولايات المتحدة.

## الأعضاء
- البرازيل
- الصين
- كولومبيا
- كوبا
- قبرص
- مصر
- فرنسا
- ألمانيا
- إندونيسيا
- إيطاليا
- المكسيك
- عُمان
- باكستان
- بيرو
- الفلبين
- السنغال
- إسبانيا
- سوريا
- تايلاند
- تونس
- الولايات المتحدة